# Sándor Jemnitz
Sándor Jemnitz [ˈʃaːndor ˈjɛmnits] (* 9. August 1890 in Budapest; † 8. August 1963 in Balatonföldvár) war ein ungarischer Dirigent, Musiker und Komponist.

## Leben
Von 1906 bis 1908 absolvierte Sándor Jemnitz (eingedeutscht als Alexander Jemnitz geläufig) ein Kompositionsstudium an der Musikakademie in Budapest. Darauf folgten Studien an der Musikhochschule in Leipzig, wo er Schüler von Max Reger (Komposition), Arthur Nikisch (Dirigieren), Karl Straube (Orgel) und Hans Sitt (Violine) war. 
Von 1911 bis 1913 war er Dirigent an kleineren Opernhäusern. Ab 1913 bis 1915 war Jemnitz in Berlin Schüler bei Arnold Schönberg am Stern’schen Konservatorium. Außerdem arbeitete er als Musikschriftsteller (verschiedene Artikel in „Die Musik“) und als Musikkritiker.
Er komponierte ein Konzert für Kammerorchester, ein Konzert für Streichorchester, eine Orchesterouvertüre, Präludium und Fuge und Sieben Miniaturen für Orchester, kammermusikalische Werke, drei Violin-, drei Orgel- und fünf Klaviersonaten, weitere Klavier- und Orgelstücke, Chormusik und Lieder.